# Cromatografia de partição
A teoria e prática da cromatografia de partição foi introduzida através do trabalho e publicações de Archer Martin e Richard Laurence Millington Synge durante a década de 1940. Mais tarde, eles receberiam o Prêmio Nobel de Química de 1952 pela invenção da cromatografia de partição.

## Sinopse
O processo de separar misturas de compostos químicos ao passá-los através de uma coluna que contém uma fase estacionária sólida que foi eluída com uma fase móvel (cromatografia em coluna) era bem conhecida naquela época. Considerava-se que a separação cromatográfica ocorria por um processo de adsorção pelos quais os compostos se aderiam a um meio sólido e eram lavados na coluna com um solvente, mistura de solventes, ou gradiente de solvente. Em contraste, Martin e Synge desenvolveram e descreveram um processo de separação cromatográfica pelos quais os compostos eram divididos entre duas fases líquidas similar a dinâmica da separação líquido-líquido do funil de separação. Isso foi uma partida importante, tanto na teoria quanto nas condições de equilíbrio. Martin e Synge inicialmente tentaram criar um método de realizar uma extração sequencial líquido-líquido com vidros conectados em série que funcionavam como funis de separação. O artigo seminal apresentando seus primeiros estudos descreveram um instrumento um pouco complicado que permitia a partição de aminoácidos entre água e fases de clorofórmio. O processo era denominado extração líquido-líquido em contracorrente. Martin e Synge descreveram a teoria desta técnica em referência a contínua destilação fracionada descrita por Randall e Longtin. Essa abordagem foi considerada também complicada, então eles desenvolveram um método de absorver água em sílica-gel como fase estacionária e usar um solvente, como o clorofórmio, como a fase móvel. Esse trabalho foi publicado em 1941 como uma nova forma de cromatograma empregando duas fases líquidas. O artigo descreve a teoria em termos de coeficiente de partição de um composto, e a aplicação do processo a separação de aminoácidos em uma coluna de silica impregnada com água eluída com um solvente de mistura de água:clorofórmio:-n-butanol.

## O impacto na metodologia de separação
O trabalho de Martin e Synge anteriormente descrito impactou o desenvolvimento da já conhecida cromatografia de coluna e inspirou novas formas de cromatografia como distribuição contracorrente, cromatografia em papel, e cromatografia a gás. A modificação da fase estacionária de sílica-gel levou a muitas formas criativas de modificar fases estacionárias para influenciar as características de separação. A modificação mais notável foi a ligação química de grupos funcionais de alcano a sílica-gel para produzir um meio de fase reversa. O problema original que Martin e Synge encontraram em criar um instrumento que empregaria duas fases líquidas estáveis  foi resolvido por Lyman C. Craig em 1944, e os instrumentos de distribuição contracorrente comerciais foram usados para descobertas muito importantes. A introdução da cromatografia em papel foi uma importante técnica analítica que deu origem a cromatografia em camada delgada. Finalmente, a cromatografia a gás, uma técnica fundamental na química analítica moderna, foi descrita por Martin com co-autores A. T. James e G. Howard Smith em 1952.